# Elsa Tamez
Elsa Tamez nasceu em Ciudad Victoria em Tamaulipas (México) em 1950. Obteve licenciatura em teologia pelo Seminário Bíblico Latino Americano na Costa Rica e em literatura e linguística pela Universidade Nacional da Costa Rica. Obteve doutorado em teologia pela Universidade de Lausana (Suíça). Foi colaboradora do Departamento Ecumênico de Investigações (DEI), em San José (Costa Rica) desde sua fundação em 1976 juntamente com Hugo Assmann e Franz Himkelammert. Entre 1984 e 1999, foi integrante da Comissão de Educação Teológica Ecumênica do Conselho Mundial de Igrejas. Entre 1995 e 2000, foi reitora da Universidade Bíblica Latinoamericana (UBL) em San José (Costa Rica), onde posteriormente também foi professora de estudos bíblicos. Entre 1996 e 2001, foi coordenadora do Programa da Mulher da Associação de Teólogos do Terceiro Mundo. Em 2002, foi professora visitante em "World Christianity" na Harvard Divinity School. Foi professora na Universidade Nacional da Costa Rica. Foi integrante do comitê de políticas de tradução da Bíblia (Sociedades Bíblicas Unidas) e assessora do Conselho Latinoamericano de Igrejas (CLAI). Foi integrante do Conselho de direção da Revista Internacional de teologia Concilium  .

## Teóloga feminista
É uma importante teóloga feminista latinoamericana, que procurou interpretar os textos bíblicos por meio de uma dupla contextualização que considera a época em que foram escritos e a época em que são lidos. O resultado é que os textos ganham maior sentido na perspectiva da Teologia da Libertação. Procurou conciliar teorias feministas com a interpretação da Bíblia e desconstruir as imagens patriarcais de Deus.
Sua primeira contribuição relevante à teologia feminista foi o artigo "La mujer que complicó la historia de la salvación", escrito em 1980, que reflete sobre a figura bíblica de Agar.
Depois publicou "El rostro femenino de Dios", que consolidava reflexões de um encontro de teólogas latinoamericanas celebrado na Argentina em 1985, no qual as mulheres reunidas rechaçaram a ideia de que o discurso racional e analítico seria o único válido na teologia e defenderam a necessidade de um discurso teológico diferente: "com olhos de mulher".
Acreditava que a luta revolucionária deveria estar acompanhada de ternura, e a práxis da justiça exigiria também uma práxis do carinho.
Publicou dois livros de entrevistas com teólogos da libertação sobre as mulheres.

## Teóloga da libertação
Entendia a teologia mais como uma vivência, do que como uma disciplina, pois seria a expressão de experiências de vida em determinadas situações que refletiria a ausência ou a presença de Deus. Suas concepções teológicas foram influenciadas pelo contexto, marcado pelos processos revolucionários na América Central, portanto, acreditava que a teologia não poderia ser neutra.
Acreditava em um Deus dos pobres, misericordioso que se indignava frente à injustiça e a opressão e fazia sua opção pelos excluídos da sociedade. Era uma crítica do Deus-Mercado do neoliberalismo, que exerceria uma enorme fascinação em nossa sociedade e deslumbre com suas propostas de felicidade, mas seria um Deus sem misericórdia e sem graça, que exigiria sacrifícios humanos e cujo triunfo seria a derrota dos pobres, que seriam excluídos da salvação.
Na obra "La Biblia de los oprimidos. La opresión en la teología bíblica", sustentou que a relação entre libertação e dominação não é um tema bíblico a mais, mas o contexto histórico no qual se desenvolve a revelação divina, a partir do qual se entende melhor o significado dos grandes temas da teologia cristã como: fé, graça, amor, paz, pecado e salvação.
Fez uma interpretação inovadora da Carta aos Romanos, com foco na questão da justificação pela fé.
Na obra "Cuando los horizontes se cierran" fez uma interpretação do Eclesiastes a partir de uma dupla contextualização: levando em conta a época do autor, caracterizada pela "globalização" promovida pelo sistema helenista ptolemaico (séc. III AC), e a época em que foi comentado, caracterizada pela globalização neoliberal.
Fez um estudo da Primeira Carta a Timóteo, a partir do qual oferece uma melhor compreensão do processo de formação, institucionalização, hierarquização e patriarcalização das comunidades cristãs.

## Obras
- "Diccionario conciso Griego-Español" (1978);
- "La hora de la vida. Lecturas bíblicas" (1978);
- "La Biblia de los oprimidos" (DEI, San José, 1979)
- "El mensaje escandaloso de Santiago" (1985);
- "Contra toda condena. La justificación por la fe desde los excluidos" (DEI, San José, 1990);
- "Teología feminista latinoamericana" em co-autoria com Maria Pilar Aquino) (Abya-Yala, Quito, 1999);
- "Cuando los horizontes se cierran. Relectura del libro de Eclesiastés o Qohelet" (San José, 1999);
- "Jesús y las mujeres valientes" (2001);
- "Bajo un cielo sin estrellas. Lecturas y meditaciones bíblicas" (DEI, San José, 2001);
- "Las mujeres en el mo-vimiento de Jesús" (2003);
- "Luchas de poder en el cristianismo primitivo" (Sal Terrae, Santander, 2005);
- "No discriminen a los pobres. Lectura latinoamericana de la Carta de Santiago" (Verbo Divino, Estella, 2008).

Publicou diversos artigos nas revistas Ribla, Pasos e Concilium.
Como editora publicou:
- "Capitalismo: violencia y anti-vida", 2 vols (em colaboração com Saúl Trinidad), (DEI, San José, 1978);
- "Teólogos de la liberación hablan sobre la mujer. Entrevistas" (DEI, San José, 1986);
- "El rostro femenino de la teología" (DEI, San José, 1986);
- "Las mujeres toman la palabra.Entrevistas" (DEI, San José, 1989);
- "La sociedad que las mujeres soñamos" (DEI, San José, 2001).[1].